# Tabanus inflatipalpis
Tabanus inflatipalpis är en tvåvingeart som beskrevs av Schuurmans Stekhoven 1926. Tabanus inflatipalpis ingår i släktet Tabanus och familjen bromsar.
Artens utbredningsområde är Sri Lanka. Inga underarter finns listade i Catalogue of Life.